# 1413 w literaturze
Wydarzenia literackie w 1413 roku.

## Urodzili się
- Joanot Martorell, hiszpański pisarz, autor powieści Tirant lo Blanch
- Katarzyna z Bolonii, święta Kościoła katolickiego i pisarka